# Kolobopetalum leonense
Kolobopetalum leonense är en tvåhjärtbladig växtart som beskrevs av Hutchinson och Dalziel. Kolobopetalum leonense ingår i släktet Kolobopetalum och familjen Menispermaceae. Inga underarter finns listade i Catalogue of Life.